# Richard Geiger

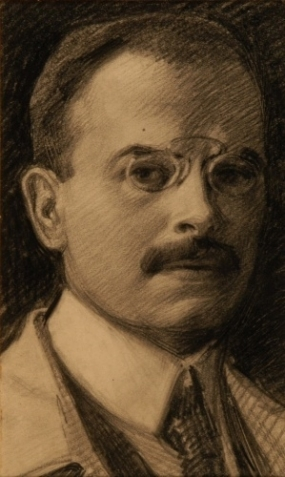
Geiger

Richard Geiger (* 29. Juni 1870 in Wien, Österreich-Ungarn; † 9. Februar 1945 in Budapest, Königreich Ungarn) war ein österreichischer Maler jüdischer Abstammung. Zu seinem Werk gehören Gemälde und Genrebilder, vor allem aber Grafiken wie Illustrationen, Exlibris und Plakate.

## Leben
In Wien besuchte Geiger zunächst eine Zeichenschule und studierte darauf an der dortigen Akademie der bildenden Künste, wo er Schüler von Christian Griepenkerl und August Eisenmenger war. An der Akademie der Künste in Berlin studierte er Bildhauerei bei Fritz Klimsch. Hier nahm er mit seinen Porträtbüsten und Plastiken an den Ausstellungen der Akademie teil. In Paris studierte er an der Académie Julian und arbeitete im Studio von François Flameng. Hier malte er vorwiegend Szenen aus dem Leben der Clochards.
Ab 1893 war Geiger als Genremaler in Budapest tätig. In Ungarn arbeitete er unter anderem für den Verlag Izidor Kner in Gyomaendrőd. Ab 1906 illustrierte Geiger zwanzig ungarische Karl-May-Bände des Verlags Athenaeum in Budapest mit insgesamt 104 Autotypien. Während des Ersten Weltkrieges war er als Illustrator für das ungarische Wochenblatt Tolnai Világlapja tätig. In den 1920er Jahren illustrierte er zahllose Bücher und schuf Exlibris und Plakate. Daneben malte er Porträts, Aktdarstellungen sowie Genrebilder und mythologische Szenen. Bekannt wurde er vornehmlich durch seine Faschingsmotive und zahlreichen Bildnissen von Pierretten (weibliche Version eines Pierrot). Er gewann mehrere Preise in grafischen Wettbewerben und nahm an Ausstellungen in Frankreich, Deutschland und Ungarn teil.

## Werke (Auswahl)

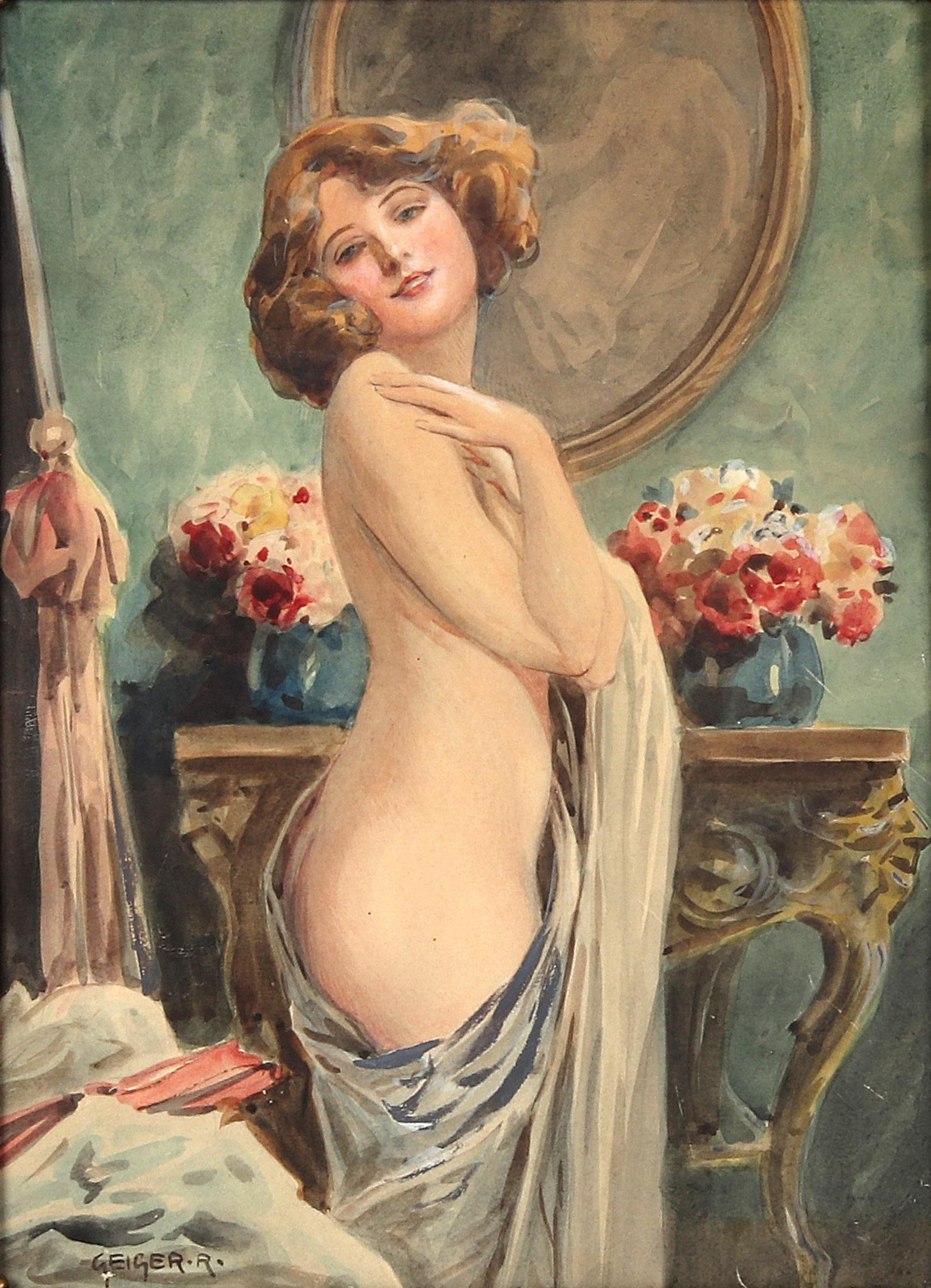
Junge Schönheit

- Sich räkelnde, rauchende Dame mit Akkordeonspieler im Wirtshaus
- Sängerin mit Bandoneonspieler in einem Wirtshaus
- Colombine mit Pierrot und Harlekin
- Varietémusikerin mit Gitarre
- Zigeunerin mit Tamburin
- Haremsdame mit Papagei
- Südländische Schönheit
- Pierrot und Pierrette
- Harlekinek
- Sérénade